# Chiến tranh Thục – Ngụy (228–234)
Chiến tranh Thục – Ngụy (228–234), hay còn gọi là Gia Cát Lượng Bắc phạt hoặc Lục xuất Kỳ Sơn (chữ Hán: 六出祁山; bính âm: Lìuchū Qíshān), là một loạt chiến dịch quân sự của quân đội Thục Hán tấn công nhà Tào Ngụy từ năm 228 đến năm 234 vào thời kỳ Tam Quốc trong lịch sử Trung Quốc. Chiến dịch này do Thừa tướng Thục Hán là Gia Cát Lượng đích thân chỉ huy và tấn công vào vùng phía Tây của Tào Ngụy. Theo thực tế, tổng cộng có năm đợt tấn công. Tuy nhiên theo tiểu thuyết Tam Quốc diễn nghĩa của La Quán Trung và văn hóa đại chúng thì chiến dịch này có sáu cuộc tấn công (tính thêm một lần quân Thục Hán phòng ngự chống lại quân Ngụy tấn công).
Mục tiêu chiến lược của Thục Hán là tấn công và chiếm các vùng phía tây và Trường An, cố đô của nhà Tây Hán và là trung tâm phía tây của Tào Ngụy. Chiếm được các khu vực này, Thục Hán sẽ có thêm nhiều vùng đất rộng lớn và trù phú, đồng thời sẽ có bàn đạp quan trọng để tấn công tiếp về phía Đông, hướng về kinh đô của Tào Ngụy là Lạc Dương. Một mục tiêu khác của Bắc phạt là để "lấy công làm thủ", "quấy bên ngoài để giữ yên bên trong", bởi Thục Hán có quốc lực yếu hơn nhiều so với Tào Ngụy (dân số chỉ bằng 1/4), nếu ngồi yên để Ngụy phát triển thì chẳng khác nào đợi diệt vong. Do đó, Gia Cát Lượng chủ truơng phải cố tiến công ngay, nếu thuận lợi thì có thêm lãnh thổ, nếu không thuận lợi thì cũng có thể đánh thiệt hại nặng Tào Ngụy để Thục Hán được yên ổn thêm nhiều năm nữa. Vương Phu Chi cho rằng quyết tâm Bắc phạt chính là sự nhìn xa trông rộng của Gia Cát Lượng.
Nhìn chung, chiến dịch đạt được một số thành công: quân Thục Hán đánh thắng nhiều trận, chiếm được 2 quận, giành được dân tại 3 quận khác và tiêu diệt được nhiều lực lượng địch. Nhưng phần vì tiếp tế lương thảo của quân Thục khó khăn, phần vì quân Ngụy đông hơn lại cố thủ không ra đánh nên trước sau quân Thục Hán đều phải lui binh khi chưa đạt mục tiêu cuối cùng là chiếm Trường An. Tuy nhiên trước sau mấy lần Bắc phạt đã làm rung chuyển rất mạnh nước Ngụy, khiến quân Ngụy chịu nhiều thiệt hại và không thể tấn công Thục Hán trong gần 30 năm, đồng thời mở ra điều kiện để cha con Tư Mã Ý nổi lên nắm binh quyền và tiến tới cướp ngôi của nhà Tào Ngụy.

## Bối cảnh và chiến lược của Thục Hán

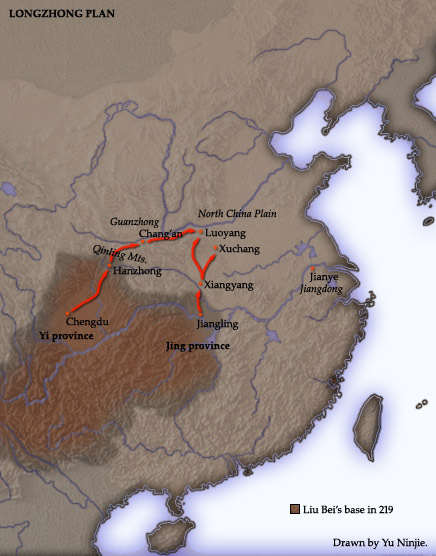
Hình thế theo kế hoạch Long trung đối sách

Sau khi Trung Quốc thực tế được hình thành thế chân vạc gồm ba nước (Thục Hán ở phía Tây, Tào Ngụy ở phía Bắc, Đông Ngô ở phía Đông Nam) theo Long Trung đối sách của Gia Cát Lượng. Sau khi Lưu Bị qua đời, Gia Cát Lượng phụ chính kiên trì thực hiện chính sách "Đông hòa Tôn Quyền, Bắc cự Tào Tháo".
Sau chiến dịch Nam chinh và ổn định được khu vực Tây Nam biên giới nước Thục, Gia Cát Lượng bắt đầu nghĩ đến kế hoạch Bắc phạt Tào Ngụy, hoàn thành sứ mệnh thống nhất đất nước của Trung Quốc. Năm 226, Ngụy Văn Đế Tào Phi bệnh chết. Gia Cát Lượng nhận định rằng đây là cơ hội tốt nhất để tiến hành Bắc phạt.
Việc Bắc phạt Tào Ngụy có nhiều khó khăn: quân Ngụy đông hơn nhiều so với quân Thục Hán, đường sá lại hiểm trở gây khó khăn cho việc vận chuyển lương thảo. Bản thân Gia Cát Lượng có lẽ cũng nhận ra các vấn đề này, nhưng ông vẫn quyết tâm Bắc phạt để "lấy công làm thủ", "quấy bên ngoài để giữ yên bên trong", bởi Thục Hán có quốc lực yếu hơn nhiều so với Tào Ngụy (dân số chỉ bằng 1/4), nếu ngồi yên để Ngụy phát triển thì chẳng khác nào đợi diệt vong, còn nếu tấn công thì ít ra vẫn có cơ hội thắng. Trong Xuất sư biểu, Gia Cát Lượng cũng đã chỉ rõ rằng: trong Tam quốc thì nước Thục Hán có lãnh thổ, dân số ít nhất, các tướng tài như Triệu Vân, Dương Quân, Mã Ngọc, Diễm Chi... cũng lần lượt qua đời vì già cả bệnh tật, sau vài năm nữa thì sợ là không còn tướng tài phá địch ("Thần đánh giặc là lấy yếu đánh mạnh. Nếu không đánh giặc thì nghiệp đế sẽ mất. Chỉ ngồi mà đợi mất, ai sẽ cùng nhau ra đánh giặc?"). Do đó, Gia Cát Lượng khẳng định nhà Thục Hán không thể thỏa mãn với cục diện yên ổn tạm thời mà phải cố tiến công giành thêm lãnh thổ. Vương Phu Chi cho rằng quyết tâm Bắc phạt chính là sự nhìn xa trông rộng của Gia Cát Lượng.
Mặt khác, quân Thục qua nhiều năm được Gia Cát Lượng huấn luyện đã trở thành một đạo quân hùng mạnh, dũng mãnh, hiệu lệnh rất nghiêm minh. Sau một thời gian chuẩn bị, căn cứ vào tình hình, Gia Cát Lượng quyết định tấn công Bắc Ngụy, tiêu diệt họ Tào, giành lại giang san cho nhà Hán. Ông trình tấu lên Hậu chủ Lưu Thiện xuất sư biểu và phân tích tình hình đề nghị tiến quân. Nội dung nói rằng: "Nay phương Nam đã bình định, binh giáp đã đầy đủ đáng khích lệ ba quân; nay bắc định Trung Nguyên, thần xin đem hết lòng khuyển mã, trừ sạch gian ác phục hưng triều Hán về lại cố đô, như vậy là thần báo đáp được tiên đế, mà trúng với chức phận dưới bệ rồng vậy".
Thục Hán hậu chủ Lưu Thiện chấp thuận, giáng chiếu: "Gia Cát thừa tướng cương nghị trung trinh, dốc lòng vì nước, (vì thế) Tiên đế trao việc thiên hạ, phù trợ quả nhân. Nay ban cho mao việt, cùng với phó thác trọng quyền, thống lĩnh bộ kỵ hai mươi vạn binh, nắm giữ nguyên nhung, thay trời tru phạt, trừ hoạn dẹp loạn, chiếm lại kinh đô, chính là dịp này"
Khi Bắc phạt, Gia Cát Lượng cũng đã có lưu ý về vấn đề hậu phương, ông đã lưu tổng quản của phủ Thừa tướng, trưng cầu ý kiến quan thái thú quân Độc là Dương Hồng. Sau khi biết Trương Duệ "không đảm đương nổi", Gia Cát Lượng cử hai người là Trương Duệ và Tưởng Uyển cùng quản lý công việc ở hậu phương, đạt hiệu quả "đảm bảo cung cấp đầy đủ lương thực và quân số". Sau khi điểm binh, chọn tướng, Gia Cát Lượng quyết định dẫn toàn quân tập trung về phía bắc của Hán Trung để tiến binh sang Kỳ Sơn, trực chỉ Trường An. Ngụy Diên hiến kế dẫn một đội 5000 kị binh cộng thêm 5000 lính tải lương, từ Hán Trung vòng sang hang Tý Ngọ để lẻn đến tập kích Trường An. Nhưng Gia Cát Lượng không đồng ý cho thi hành, bởi kế của Ngụy Diên quá khinh địch và tỷ lệ thành công quá thấp .

## Chiến dịch lần thứ nhất

### Quân Thục tấn công

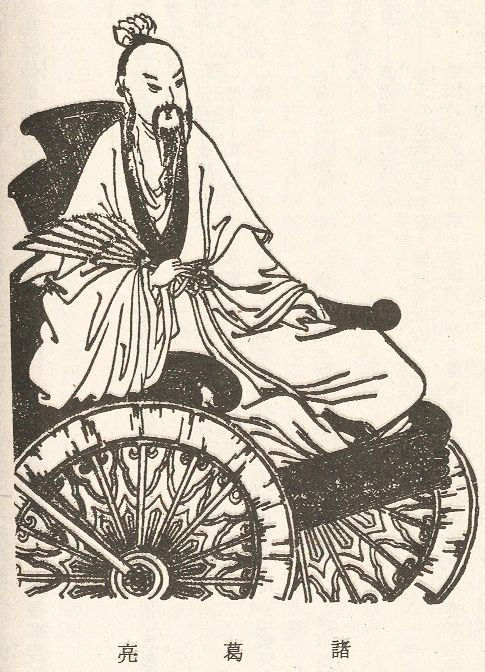
Thống lĩnh quân Thục- Gia Cát Lượng

Mùa xuân năm 228, Gia Cát Lượng thống lĩnh 10 vạn đại quân xuất phát từ Hán Trung đi về hướng Bắc để chinh phạt Ngụy. Gia Cát Lượng quyết định xuất quân ở Kỳ Sơn, trần đầu đánh chiếm Lũng Hữu, trận tiếp theo sẽ đánh chiếm Quan Trung, đánh chắc, thắng chắc. Ông loan tin rằng đại quân của Thục sắp sửa theo đường hẻm Tà Cốc đánh vào My Thành, đồng thời cử Triệu Vân, Đặng Chi đem một bộ phận binh lục đi chiếm Kỳ Cốc và làm ra vẻ như muốn đi theo đường Tà Cốc để tiến lên phía Bắc, nhằm thu hút sự chú ý của quân Tào, trong khi đó Gia Cát Lượng tự mình dẫn quân chủ lực tiến phát theo đường Kỳ Sơn về hướng Tây Bắc.
Với khí thế đang lên, quân Thục nhanh chóng phá được nhiều điểm kháng cự của quân Tào Ngụy và tiến ra Thiên Thủy. Quân Thục đã đánh bại nhiều viên tướng của Ngụy như Tào Chân, Tào Thuần. Họ còn có ý định liên kết với hàng tướng của Ngụy là Mạnh Đạt cùng nhau hội ứng tấn công. Về phía quân Tào, họ không thể ngờ rằng Thục Hán nhỏ bé lại có thể dám đánh Ngụy nên ở phía Lũng Hữu không hề bố trí quân đội phòng ngự. Quân Thục xuất quân từ Kỳ Sơn, thế như chẻ tre, nhanh chóng chiếm được ba quận thuộc đất Lũng Hữu là Thiên Thủy, Nam An, An Định, dụ hàng được danh tướng Ngụy là Khương Duy gây xôn xao cả miền Quan Trung.

### Đối sách của Tư Mã Ý
Trong cuộc Bắc phạt lần thứ nhất, Mã Tốc đã bày kế ly gián để Ngụy Đế Tào Duệ cách chức Đại Đô đốc của Tư Mã Ý khiến quân Ngụy thua hết trận này đến trận khác. Trước tình hình nguy ngập, triều đình Tào Ngụy sử dụng Tư Mã Ý, phong làm Đô đốc để dẫn quân chống lại Thục. Tư Mã Ý đã có bước đi mạnh mẽ trong việc dẹp Mạnh Đạt. Tào Duệ đã cử Tư Mã Ý đem quân đóng ở Uyển Thành, phong Tư Mã Ý làm Phiêu kỵ tướng quân, chủ quản công việc quân sự ở Kinh Châu và Dự Châu.

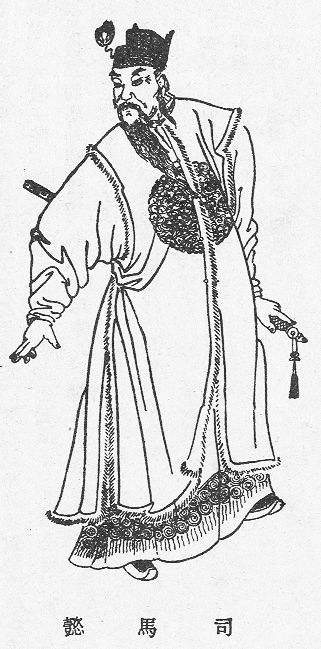
Tư Mã Ý nhanh tay bắt Mạnh Đạt

Năm 220, khi Mạnh Đạt đầu hàng Ngụy và được Tào Phi tin cậy giao chức quản lý Tân Thành. Tư Mã Ý không tin ông ta và can gián Tào Phi đừng trọng dụng Đạt, nhưng ý kiến không được nghe. Năm 227, Mạnh Đạt bắt đầu các cuộc thương lượng với Ngô và Thục, hứa hẹn sẽ quay sang chống Ngụy khi có cơ hội và Gia Cát Lượng sẽ sử dụng Mạnh Đạt cố gắng kiềm chế binh lực quân Ngụy từ hai biên sườn, phối hợp với kế hoạch đem quân Thục ra Kỳ Sơn đánh chiếm vùng Thượng Dung.
Tuy nhiên, ông đã lưỡng lự trước những lời hối thúc của Gia Cát Lượng, và Gia Cát Lượng đã buộc ông ta phải hành động bằng cách tiết lộ ý muốn làm loạn của Mạnh Đạt cho Thân Nghi, người đang cầm quyền ở Ngụy Hưng (魏興). Khi Mạnh Đạt biết âm mưu đã bị lộ, ông ta bắt đầu chiêu tập binh mã để hành động Sợ Mạnh Đạt khởi binh ngay, Tư Mã Ý gửi cho ông ta một bức thư nói:
"Trước kia, ông hàng Ngụy và được giao phó bảo vệ biên giới chống Thục. Người Thục xuẩn ngốc và vẫn ghét ông vì không chịu theo giúp Quan Vũ. Khổng Minh cũng vậy, và ông ta đang tìm cách tiêu diệt ông. Có lẽ ông cũng cho rằng, tin ông chuẩn bị làm loạn chỉ là một âm mưu của Lượng thôi."
Mạnh Đạt đọc thư cho rằng mình không còn nguy hiểm gì nữa, và không gấp rút chuẩn bị. Ông tin rằng Tư Mã Ý, đang phải trấn giữ vùng biên giới giữa Ngụy và Thục, phải mất hàng tháng để về gặp Tào Phi xin quân rồi mới tới Tân Thành được. Tuy nhiên, Tư Mã Ý ngay lập tức lên đường tới Tân Thành trong 8 ngày, nhanh chóng đánh bại Mạnh Đạt còn chưa kịp chuẩn bị, và giết ông ta.
Ngụy Minh Đế Tào Duệ lập tức sai tướng Tào Chân đem quân chi viện cho My Thành, nhằm ngăn chặn Triệu Vân, ông ta sai Trương Hợp mang quân ra địch, Trương Hợp dẫn 50.000 kỵ binh và bộ binh tiến nhanh đến Nhai Đình, vòng đường sau đánh tập hậu vào quân Thục, hòng chiếm lại Lũng Hữu. Tào Duệ cũng tự mình đến Trường An để chỉ huy tác chiến. Theo ý kiến của Tư Mã Ý là tập kích vào Nhai Đình, chẹn con đường huyết mạch của quân Thục.

### Trận Nhai Đình
Khi quân Thục tiến đánh Trung Nguyên, vấn đề lương thảo có ý nghĩa then chốt, hầu hết lương thực được vận chuyển từ Tây Xuyên qua Hán Trung để vào Trung Nguyên. Một trong những trọng điểm trên con đường huyết mạch này là Nhai Đình. Nhai Đình nằm ở khoảng giữa sông Vị và núi Mạch Tích (nay là đông bắc huyện Thiên Thủy, Cam Túc), là con đường huyết mạch để đi từ Thiểm Tây và Lũng Hữu

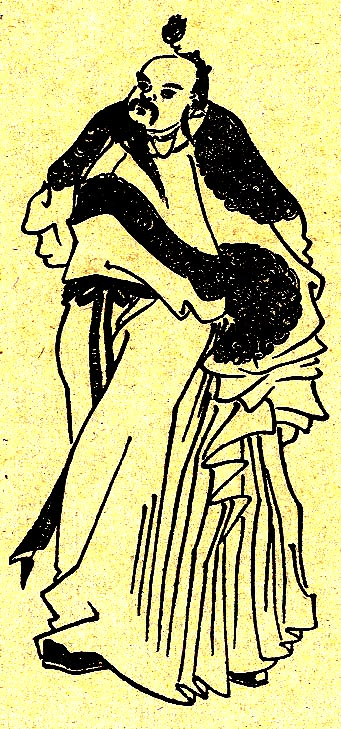
Mã Tốc người làm mất Nhai Đình dẫn đến thất bại toàn cục cho quân Thục

Lúc này Gia Cát Lượng có ý đánh chiếm hai quận Quảng Ngụy và Lũng Tây nhằm chiếm trọng cả vùng Lũng Hữu, bỗng nghe tin đại quân của Trương Hợp đang đánh vòng từ hướng Tây. Nhằm bảo đảm an toàn hai bên sườn, để phát triển cuộc tấn công, Gia Cát Lượng lập tức hạ lệnh cho tiên phong Mã Tốc đem tiền quân đánh gấp lấy Nhai Đình. Trước đó để đối địch với danh tướng Trương Hợp, mọi người đều cho rằng nên dùng mãnh tướng Ngụy Diên hoặc Ngô Ban đã dày dạn kinh nghiệm trận mạc, nhưng Gia Cát Lượng lại chọn Mã Tốc làm tiên phong. Ông được lệnh cùng Vương Bình cầm quân khẩn cấp ra trấn thủ Nhai Đình.
Trước khi đi, Gia Cát Lượng năm lần bảy lượt dặn dò Mã Tốc phải đóng quân giữa đường và giữ lấy nguồn nước như thế mới cố thủ được. Tuy vậy Mã Tốc là con người chỉ biết bày binh bố trận trên sa bàn, Lưu Bị khi còn sống cũng lưu ý đến chuyện này nhưng Gia Cát lại không lưu tâm, nhất là khi Mã Tốc đưa ra kiến nghị đúng đắn trong cuộc Nam tiến vì vậy Gia Cát Lượng lại tin tưởng Mã Tốc hơn. Vì vậy trong cuộc chinh phạt lần này, Gia Cát Lượng giao trọng trách tướng tiên phong cho Mã Tốc.
Không ngờ Mã Tốc tự cho mình là thông minh, vi phạm phướng án bố trí của Gia Cát Lượng. Đến Nhai Đình, Mã Tốc làm ngược lại với phương án chỉ huy của Gia Cát Lượng. Mã Tốc không đóng quân ở nơi đường cái, gần sông là chỗ có nước cho quân dùng, mang 2 vạn quân trấn giữ trên núi với phương án "Trên núi đánh xuống, thế như chẻ tre". Vương Bình nhiều lần phản đối, nhưng Mã Tốc không nghe. Cuối cùng, Vương Bình đành xin Mã Tốc cho 5000 người ngựa ra đóng trại dưới chân núi. Trương Cáp theo sự chỉ đạo của Tư Mã Ý đã mang quân vây trại của Mã Tốc trên núi, rồi cắt đứt đường nước. Quân Thục thiếu nước, hoảng loạn. Trương Cáp dồn sức tấn công phá tan Mã Tốc. Cánh quân Mã Tốc bỏ chạy tán loạn. Nhai Đình thất thủ. Đại quân Thục không thể tiến nữa, buộc phải lui về Hán Trung.
Đối với sự kiện quân Thục mất Nhai đình và phải rút quân, trong tác phẩm Tam Quốc diễn nghĩa của nhà văn La Quán Trung có hư cấu thêm chi tiết "Không thành kế", theo đó khi quân Tư Mã Ý tiến binh đến thành trì của Gia Cát Lượng, vì không thể chuẩn bị chạy kịp nên ông này đã ra lệnh cho mở toang cổng thành và ngồi trên vọng lâu gảy đàn. Tư Mã Ý hoảng sợ vì cho rằng trong thành có phục binh liền lui quân. Các nhà nghiên cứu về Tam Quốc diễn nghĩa qua sự kiện này cho rằng Gia Cát Lượng đã dám quyết đoán vận dụng kế "bỏ ngỏ thành" để đánh lừa được con người mưu trí như Tư Mã Ý. Khi đưa ra quyết định vận dụng kế "bỏ ngỏ thành", Gia Cát Lượng đã hiểu rất rõ về con người của Tư Mã Ý, sau này ông cho biết: "Tư Mã Ý luôn cho rằng ta là người thận trọng chu đáo, không hay mạo hiểm, thì khi ta bỏ ngỏ cổng thành, thế nào ông ta cũng nghĩ ta đã bố trí phục binh, nên ông ta mới cho lui quân. Tất nhiên nếu không lâm vào tình thế vạn bất đắc dĩ, thì ta không dùng kế này".

### Kết quả
Thất bại ở Nhai Đình khiến cho quân Thục mất quyền chủ động và Gia Cát Lượng buộc phải lui binh, rút quân về Thục. Cụ thể là khi Nhai Đình bị thất thủ, làm cho Gia Cát Lượng bị mất bàn đạp tấn công, lỡ mất cơ hội đánh chiếm Lũng Hữu. Còn ở Kỳ Cốc, do phòng bị sơ hở, quân Thục đã bị quân Tào đánh lui may nhờ tình hình Triệu Vân ngăn chặn phía sau nên tổn thất không lớn. Xét tình hình thực tế, Gia Cát Lượng cho rằng quân Thục không thể tiếp tục giao chiến được nữa, ông quyết định thu quân trở về Hán Trung. Chẳng bao lâu ba quận Thiên Thủy, Nam An, An Định lại trở về tay nước Ngụy.
Sau đó Gia Cát Lượng đã ra lệnh chém Mã Tốc và tâu với hậu chủ tự mình xin giáng chức. Tuy trong Bắc phạt để mất Nhai Đình, người bị tội là Mã Tốc, nhưng Gia Cát Lượng lại chủ động nhận trách nhiệm về mình rồi xin giáng ba cấp từ Thừa tướng xuống làm Hữu tướng quân. Trong cuộc Bắc phạt này, quân Thục Hán có thêm dân của 4 quận phía Tây của Tào Ngụy. Đồng thời Gia Cát Lượng đã thu phục được Khương Duy, một tướng trẻ có tài, người mà sau này sẽ trở thành đại tướng quân của Thục Hán, kế tục ý chí Bắc phạt của Gia Cát Lượng.
Sử sách chép rằng, sau khi về đến Hán Trung, khi Gia Cát Lượng hạ lệnh chém Mã Tốc, người đã cả gan làm trái quân lệnh. Tưởng Uyển can rằng: Thiên hạ chưa được bình định, mà giết mất tướng tài, nhẽ nào lại không đáng tiếc lắm sao". Gia Cát Lượng trả lời rằng: "Sở dĩ Tôn Vũ làm chủ được thiên hạ chính là nhờ ông ta biết giữ gìn quân pháp rất nghiêm minh, nay nghiệp lớn thống nhất chưa thành, mới giao tranh với kẻ địch lần lầu mà đã có người phá vỡ quân pháp, như vậy làm sao có thể chiến thắng kẻ địch được?" và để giữ nghiêm quân luật, Gia Cát Lượng gạt nước mắt chém Mã Tốc đồng thời viết tờ tấu lên Lưu Thiện xin hạ tước vị của mình xuống ba bậc đồng thời công bố sai lầm của mình cho cả nước được biết, làm gương cho mọi người tự vạch khuyết điểm của mình.
Về nguyên nhân thất bại, có người an ủi cho rằng nguyên do xuất quân lần này gặp bất lợi là do binh lực quá ít. Gia Cát Lượng đã nghiêm túc trả lời rằng: Không đúng như vậy vì trong hai trận đánh ở Kỳ Sơn và Tà Cốc, quân Thục nhiều hơn quân Ngụy, nguyên nhân thất bại chính là do bản thân ông không dùng sai người, và từ sau này sẽ thưởng phạt nghiêm minh, khắc phục thiếu sót. Bất kỳ ai trung thành với đất nước đều có quyền vạch khuyết điểm của ông ta có như vậy mới tiêu diệt được kẻ thù thống nhất được thiên hạ.

## Chiến dịch lần thứ hai
Sau thất bại trong lần đầu ra quân, Gia Cát Lượng tranh thủ thời gian chỉnh đốn quân đội, rèn binh luyện tướng chuẩn bị Bắc phạt. Tháng 12 năm 228, quân Đông Ngô do Lục Tốn chỉ huy bất ngờ đánh bại quân của Tào Hưu ở Thạch Bình, đồng thời yêu cầu Thục Hán giúp đỡ. Nhân cơ hội quân chủ lực của Ngụy phải sang chi viện cho mặt trận phía đông, lực lượng phòng ngự vùng Quan Trung giảm thiểu, Gia Cát Lượng liền tổ chức cuộc Bắc phạt lần thứ hai. Nhưng ngay trước khi xuất quân, quân Thục đã chịu một mất mát lớn khi danh tướng Triệu Vân, người cuối cùng trong Ngũ hổ tướng đã lâm bệnh và qua đời. Bản thân Gia Cát Lượng cũng không tin tưởng nhiều vào lần xuất chinh này, nên chỉ đem theo lương thực đủ để dùng trong 1 tháng.
Quân Thục đi qua Tán Quan Tuy vậy lần này quân Ngụy phòng thủ kỹ càng. Địa thế ở Trần Thương vô cùng hiểm trở, dễ giữ, khó đánh, được coi là nơi các nhà quân sự phải chiếm bằng được. Trước đó Tào Chân đã cho Hác Chiêu tăng cường phòng bị. Tại ải Trần Thương, quân Ngụy do tướng Hác Chiêu chỉ huy đã kiên cường phòng thủ trước những đợt tấn công của quân Thục. Hai bên giằng co khiến quân Thục hao tổn lương thực rất nhiều. Gia Cát Lượng chỉ huy quân đội đánh ròng rã 20 ngày mà không suy suyển. Về phía quân Ngụy thì đại tướng Trương Cáp dẫn viện binh vừa đến, do đó Gia Cát Lượng chủ động dỡ bỏ vòng vây. Sau đó, Tào Chân cùng với Tư Mã Ý đem quân đến truy kích quân Thục rút lui. Bộ tướng của Trương Cáp là Vương Song dẫn quân truy kích nhưng bị quân Thục phục kích và giết chết tại Kỳ Sơn.
Tam quốc diễn nghĩa hư cấu chi tiết cảnh quân Thục tiến đánh Trần Thương và tài phòng ngự của Hác Chiêu, theo đó Hác Chiêu giữ thành Trần Thương chỉ có khoảng 3 nghìn quân, Gia Cát sai người dụ hàng nhưng Hác Chiêu không hàng, Gia Cát xuất quân đánh, sai quân sĩ dựng lên hàng trăm cái thang mây, mỗi cái thang vài ba người trèo lên, xung quanh dùng ván che đỡ. Quân sĩ cùng mang thang nhỏ chạc mềm, hễ nghe tiếng trống báo là kéo ùa lên mặt thành. Hác Chiêu ở trên địch lâu, thấy quân Thục bắc thang bốn mặt, lập tức sai ba nghìn quân cầm sẵn tên lửa, dàn ra bốn bên, đợi thang bắc vào gần thành thì nhất tế bắn tên lửa xuống. Gia Cát Lượng nổi hiệu trống, cho quân reo kéo lên mặt thành, không ngờ bị tên lửa bắn ra, cháy sạch cả thang, quân sĩ bị chết bỏng, tên đạn trên thành lại bắn xuống như mưa, quân Thục phải lui cả. Gia Cát càng tức giận, nói: "Ngươi đốt thang mây của ta, ta dùng phép xung xa, xem làm thế nào?". Liền suốt đêm sai quân sắp sửa xung xa. Sáng ngày, sai đánh trống hò reo, bốn mặt trèo lên xe mà truyền vào thành. Quân Thục có hơn 30 vạn trong khi quân Ngụy chỉ có 3 nghìn. Hác Chiêu vội vàng sai quân vận đá đến, rồi đục lỗ thủng luồn dây sắn buộc vào, quăng xuống đập xe. Xe vỡ tan tành, quân Thục không sao vào được. Khổng Minh sai quân đổ đất lấp hào, rồi sai Liêu Hóa dẫn ba nghìn quân mang thuổng cuốc, ban đêm đào hầm dưới đất, trong thành để chặn lại. Hai bên đêm ngày đánh nhau, hơn hai chục ngày, quân Thục không làm thế nào phá được thành.

## Chiến dịch lần thứ ba
Mùa xuân năm 229, Gia Cát Lượng phát động chiến dịch Bắc phạt lần thứ ba, trận đầu chiếm được hai quận là Vũ Đô – thủ phủ ở vùng Tây Bắc, huyện Thành, tỉnh Cam Túc và quận Âm Bình – thủ phủ ở Tây Bắc, huyện Văn, tỉnh Cam Túc thuộc đất Lũng Hữu, sau đó thừa thế thu quân.
Do lập được công trong chiến dịch chiếm hai quận này nên Lưu Thiện đã phục chức Thừa tướng cho Gia Cát Lượng. Tuy nhiên năm sau, Tào Ngụy muốn thay đổi tình thế từ bị động chịu đòn sang tấn công nên đã xuất binh tấn công sang Hán Trung, nhưng vì trời mưa liên miên, đường núi bị đứt đoạn, quân Ngụy đành bỏ giữa chừng, lui quân trở về mặc dù vậy Gia Cát Lượng cũng không đuổi đánh.
Mặt khác trong năm Kiến Hưng thứ 7 này (năm 229), liên minh Tôn – Lưu lại có nguy cơ tan vỡ khi vào năm đó Tôn Quyền xưng đế, cử sứ thần tới Thành Đô, yêu cầu cùng tôn ngôi vua. Nhiều đại thần trong Thục bất bình. Gia Cát Lượng nhận định kẻ thù lớn nhất của nước Thục vẫn là Ngụy nên việc bảo vệ liên minh Tôn – Lưu cùng chống kẻ thù là chuyện quan trọng.

## Chiến dịch lần thứ tư

### Giao tranh
Lúc này nhà Thục Hán đã trị vì được 9 năm, tháng 2 năm 231, Gia Cát Lượng lại thống lĩnh đại binh xuất phát từ Kỳ Sơn, tiến hành cuộc Bắc phạt lần thứ tư. Mục tiêu lần này vẫn là đánh chiếm đất Lũng Hữu nhưng tiền đồn để xuất quân đẩy lên Vũ Đô, Bình Dương. Quân Thục lần này dùng xe trâu (trâu gỗ, ngựa máy) vận chuyển quân lương tái xuất quân đến Kỳ Sơn và tiến vào Kỳ Sơn Bảo, huyện Lễ, tỉnh Cam Túc tấn công quân Ngụy.
Vua Ngụy là Tào Duệ đích thân đến Trường An chỉ huy chiến đấu, ra lệnh cho Tư Mã Ý thống soái các tướng lĩnh Phí Diệu, Đới Lăng, Quách Hoài làm tiên phong, còn mình thì dẫn đại quân đến thẳng Kỳ Sơn. Lúc này Tào Chân, người từng chỉ huy cuộc phòng ngự chống lại những cuộc Bắc phạt của Gia Cát Lượng chết năm 231, Tư Mã Ý lên thay chức và đảm nhiệm vị trí đối đầu trực tiếp với Gia Cát Lượng.
Gia Cát Lượng phái một cánh quân vây khốn Kỳ Sơn và tự mình chỉ huy quân chủ lục chuẩn bị giao tranh một cánh quân tăng viện của nước Ngụy. Đứng trước quân Ngụy hùng mạnh, hung hãn, Gia Cát Lượng không chủ quan, khinh địch, ra lệnh cho quân lính chiếm cứ vùng rừng núi hiểm trở, bố trí trận địa sẵn sàng nghênh tiếp đối phương. Hai đại quân Ngụy-Thục cờ bay phấp phới, chờ tiếng trống xung trận, giao tranh lúc nào cũng có thể xảy ra.
Lúc này người thống soái quân Ngụy được chuyển sang cho vị tướng tài ba giỏi dùng binh là Tư Mã Ý. Tư Mã Ý nghĩ rằng quân thù lương thảo ít, không thể đánh lâu dài nên dựa vào thế đất hiểm yếu để cố thủ, không chịu đánh. Tư Mã Ý giữ quân đồn trú, chiến lược của ông là đợi cho quân Thục phải gặp khó khăn vì việc tiếp tế quân lương. Tư Mã Ý chỉ huy quân Ngụy, dựa vào địa thế hiểm yếu để cố thủ, kiên quyết không ra giao chiến. Ông tránh giao tranh với quân Thục trong mọi tình huống, và bị các tướng dưới quyền chế nhạo, họ cho rằng ông là nhân vật nhút nhát.

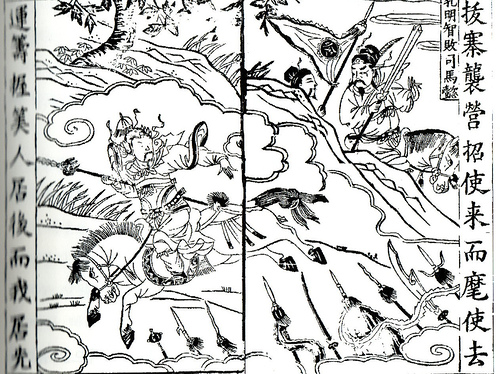
Tư Mã Ý rút chạy trước Gia Cát Lượng

Lúc này Gia Cát Lượng chờ mãi không được đành dẫn quân rút lui về phía Kỳ Sơn, nhằm lôi kéo quân Ngụy ra ngoài để đánh thực tế đây là Gia Cát Lượng đang bày kế rút quân để dụ quân địch. Tư Mã Ý cho quân đuổi theo rất thận trọng và vẫn đề phòng cẩn thận, khi quân Thục dừng lại thì họ cũng dừng lại, tuy nhiên họ chỉ cắm trại cố thủ. Lúc này nhiều tướng Ngụy cho rằng Tư Mã Ý nhát gan và cười mỉa ông ta rằng: Tướng quân Tư Mã sợ quân Thục như sợ cọp, chẳng nhẽ không sợ thiên hạ cười chê hay sao?.
Khi không thể phòng thủ mãi, và bị các bộ tướng thúc ép, ông đành phải cho các tướng ra giao chiến, tấn công các vị trí của quân Thục, Tư Mã Ý đành phải cử Trương Cáp đem quân đi đánh vào phía Nam của quân Thục ở Kỳ Sơn. Gia Cát Lượng cho Ngụy Diên, Ngô Ban, Cao Tường ra nghênh địch. Trương Cáp thua to, quân Ngụy bị tiêu diệt. Khi quét tước chiến trường, quân Thục thu hoạch hơn 3.000 thủ cấp, 500 bộ giáp và 3000 nỏ. Sau khi bị tổn thất, Tư Mã Ý rút quân về Thiên Thủy, tiếp tục cố thủ, không đánh.

### Quân Thục rút lui
Đến tháng 6 năm 231, do trời mưa to hết này này sang ngày khác, việc vận tải lương thực rất khó khăn. Tướng phụ trách việc vận lương là Lý Nghiêm giả mạo chiếu thư thiên tử lệnh cho Gia Cát Lượng lui binh. Gia Cát Lượng đành chấp nhận rút quân, quân Thục phải rút lui vì hết lương ăn. Tam Quốc diễn nghĩa hư cấu chuyện Lý Nghiêm sai Đô úy là Cẩu An vận lương, vì say sưa rượu chè nên đem lương đến muộn, Gia Cát đòi chém sau đó tha và đánh đón. Cẩu An ấm ức đầu hàng Tư Mã Ý, Tư Mã Ý sử dung Cẩu An về Thục phao tin rằng Gia Cát Lượng làm phản và Hậu chủ liền triệu quân Thục về.
Trong giờ phút gay cấn, quân Thục lại gặp một vấn đề nan giải là có tám vạn người đã hết hạn quân dịch, đang chờ quân mới lên bổ sung thay để về quê. Quân Ngụy của Tư Mã Ý có 30 vạn quân, lực lượng đông đảo, đóng quân ở khắp nơi. Sau khi tám vạn quân cũ rút về quê thì lực lượng quân Thục càng mỏng yếu. Các tướng lĩnh quân Thục đều cảm thấy lo ngại. Những người lính cũ đang chờ ngày về quê cũng cảm thấy lo ngại, sợ rằng nguyện vọng về quê chờ đợi đã lâu nay không thực hiện được ngay mà phải chờ đợi sau khi chiến tranh kết thúc mới có thể về quê được.
Cùng lúc đó, không ít tướng lĩnh quân Thục góp ý nên giữ lại 8 vạn quân này khoảng 1 tháng, đợi đánh trận xong sẽ cho họ về. Nhưng Gia Cát Lượng không đồng ý và cho rằng: "Thống soái ba quân phải giữ chữ tín làm đầu, ta không thể vì cần họ trong chốc lát mà mất lòng tin đối với dân chúng. Huống hồ những người huynh đệ này đi xa lâu ngày, canh cánh nổi nhớ nhà, bố mẹ, vợ con họ đang mỏi mắt chờ đợi họ trở về để sớm đoàn tụ cùng gia đình".
Sau đó ông hạ lệnh cho quân lính lên đường (lúc này quân Thục cũng rút quân về do không đủ lương thảo). Lệnh được ban ra tất cả những người chuẩn bị về quê thấy vui vẻ khác thường, cảm kích và nhao nhao nói rằng: "Thừa tướng đối xử với chúng tôi ân sâu nghĩa nặng, chúng tôi muốn ở lại tham gia chiến đấu". Những binh sĩ tại ngũ cũng được động viên cổ vũ rất lớn, khí thế hào hùng, đều đồng lòng chuẩn bị xả thân giết quân Ngụy". Gia Cát Lượng trong giờ phút khẩn cấp không thay đổi lệnh cũ, khiến mệnh lệnh hồi hương thành lệnh động viên chiến đấu. Sự nhiệt huyết của những binh sĩ lớn tuổi đã cổ vũ mạnh mẽ cho các binh sĩ tại ngũ, trên dưới trong quân Thục tràn đầy nhiệt tình, sĩ khí hừng hực.

### Phục kích tại Kiếm Các
Gia Cát Lượng quyết định sách lược tác chiến ở hậu phương, bày nhiều kế hay, cách đánh hiểm, cho quân lính mai phục ở Mộc Môn. Trên đường rút lui Gia Cát còn gài bẫy chém được danh tướng nước Ngụy là Trương Cáp khi người này dẫn quân đuổi theo. Trương Cáp là một dũng tướng của quân Ngụy bị dụ đến và lọt vào vòng vây mai phục ở Mộc Môn, bị cung tên bắn như mưa và chết tại đây. Quân sĩ nhà Thục khí thế ầm ầm, mọi người hăng hái xông lên, quân Ngụy đại bại trận này. Tư Mã Ý buộc phải dẫn quân rút lui. 

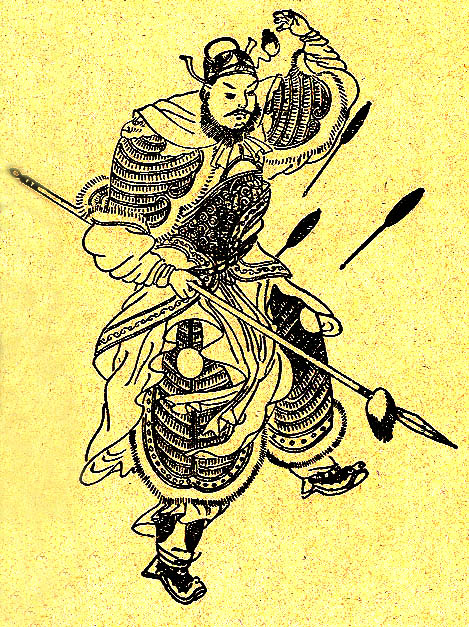
Tranh vẽ mô tả cảnh Trương Cáp bị phục kích và bị bắn chết

Về việc tướng Trương Cáp bị trúng kế của Gia Cát Lượng ở Kiếm Các và bỏ mạng. Trong Tam Quốc chí ghi rằng Tư Mã ý khuyên Trương Cáp không nên đuổi theo quân Thục Hán nhưng ông không nghe nên bị phục kích, nhưng trong "Ngụy Lược" thì lại ghi là Trương Hợp lúc đó là lão tướng nhiều kinh nghiệm nên không đuổi theo Gia Cát Lượng, nhưng Tư Mã Ý hoặc là vì đã trúng kế, hoặc là cố ý hại ông để tranh quyền nên ra lệnh cho ông đuổi theo. Trương Cáp được phong tước Hầu sau khi chết.
Trong Tam Quốc diễn nghĩa có hư cấu chi tiết việc Trương Cáp bị giết tại hồi 101, theo đó Trương Cáp đánh Ngụy Diên chưa đầy mười hiệp, Ngụy Diên thua to, bỏ cả áo giáp, mũ và ngựa, dẫn bại quân chạy rẽ vào đường Mộc Môn. Trương Cáp càng hăng, lại thấy Ngụy Diên thua chạy, liền tế ngựa dấn theo. Bấy giờ, trời đã tối mịt, bỗng có tiếng pháo nổ vang, rồi lửa ở trên núi bốc sáng vằng vặc, đá gỗ quăng xuống ngổn ngang, chặn mất đường đi. Trương Cáp thất kinh, kêu rằng: Ta mắc phải mẹo mất rồi!
Trương Cáp lập tức quay ngựa chạy về, té ra mé sau cũng bị đá gỗ chặn lấp mất đường, ở giữa chỉ còn một khoảng đất trống, hai bên toàn vách núi. Cáp hết đường lui tới. Bỗng nghe một tiếng cồng, hai bên núi hàng vạn cung nỏ bắn ra, tên bay như châu chấu. Trương Cáp và hơn trăm bộ tướng, cùng bị bắn chết ở trong đường Mộc Môn. Khổng Minh đứng trong bóng lửa sáng, trỏ xuống bảo rằng: Ta hôm nay đi săn, định bắt một con ngựa (ý chỉ Tư Mã Ý) lại bắn nhầm phải con nai (chỉ Trương Cáp).
Trong buổi khao quân, Gia Cát Lượng đặc biệt khen ngợi những binh sĩ đã không bỏ về quê nhà, chủ động tham gia chiến đấu. Khắp trong doanh trại đều hò reo vui mừng. Trong chiến dịch lần này tuy quân Thục không đạt được kết quả như mong muốn, phải rút quân về nhưng Gia Cát Lượng đã được binh sĩ tin yêu, ông ta đã lấy được lòng tin của binh sĩ với phương châm thà rằng khó khăn nhất thời nhưng cũng giữ được lời hứa với binh sĩ".
Đối với việc quân Thục rút quân, tác phẩm Tam Quốc diễn nghĩa viết rằng quân Thục liên tiếp thắng to, sắp sửa giành được thắng lợi quyết định. Nhưng vua Thục Hán là Lưu Thiện nghe lời gièm pha của một tên hoạn quan thân cận (tên này đã nhận tiền của quân Ngụy để giúp tiến hành ly gián), xuống chiếu triệu Gia Cát Lượng hồi kinh. Gia Cát Lượng vô cùng tiếc nuối nhưng vẫn phải tuân lệnh vua. Khi về triều ông đã bày tỏ lòng trung của mình, truy ra kẻ gièm pha và cho chém đầu giữa triều để làm gương.

## Chiến dịch lần thứ năm

### Chiến lược của quân Thục
Khác với các chiến dịch lần trước, trong chiến dịch này quân Thục đã tranh thủ sự trợ giúp của quân Ngô. Gia Cát Lượng vẫn tiếp tục chủ trương xây dựng liên minh Tôn – Lưu để kháng Tào bởi lẽ: Nếu triều đình nhà Thục mang đại quân đi đánh Ngụy, thượng sách của Tôn Quyền là chiếm một phần đất đai của Ngụy đế, còn hạ sách là đi cướp bóc biểu dương vũ lực ở trong nước chứ tuyệt đối không ngồi yên mà nhìn và do vậy cho dù họ nằm yên và chung sống hòa mục với Thục thì khi Bắc phạt sẽ không lo lắng về mặt phía Đông, binh sĩ Nam sông Hoàng Hà của Ngụy cũng không thể rút hết về phía Tây vì phải đề phòng cuộc tập kích của Tôn Quyền.
Để tiếp tục thực hiện hữu nghị với Tôn Quyền, Gia Cát Lượng đã cử Vệ úy Trần Chấn làm sứ giả sang nước Ngô chúc mừng Tôn Quyền xưng đế. Trần Chấn đế Ngô, cùng Tôn Quyền lên đứng ở đài lễ, uống máu ăn thề liên minh, ký kết minh ước quy định cụ thể: "Sau khi tiêu diệt nước Ngụy, Từ Châu, Dự Châu, U Châu, Thanh Châu đều thuộc nước Ngô, còn Tỉnh Châu, Lương Châu, Ký Châu, Diễn Châu thuộc về nước Thục. Còn Tư Châu lấy Hàm Cốc quan làm ranh giới chi đôi". Bản minh ước còn nêu rõ: "Hai bên một lòng chung sức cùng thảo phạt Ngụy... nếu có kẻ nào xâm hại nhà Hán, nước Ngô sẽ đánh. Mỗi nước giữ phần đất của mình, không xâm phạm lẫn nhau". Bản ký kết đồng minh quân sự này khiến quan hệ Thục Ngô được phát triển lên một bước cũng cố. Từ đó các sứ thần hai bên đi lại với nhau, quan hệ được thắt chặt.

### Thục xuất quân
Kiến Hưng năm thứ 12 (năm 234), sau mấy năm chuẩn bị, Gia Cát Lượng tiếp tục mang quân đánh Ngụy. Ông lại dẫn 100.000 đại binh tiến theo đường Tà Cốc, mở đầu cuộc chiến tranh Bắc phạt lần thứ năm, mặt khác ông sai sứ thần sang hẹn với Tôn Quyền cùng tấn công. Lần này ông ta cử người mang thư sang Giang Đông, đề nghị Tôn Quyền "lấy danh nghĩa đồng minh, lệnh các tướng đi chinh phạt phương Bắc, bình định Trung Nguyên". Lần này quân Thục được sự ủng hộ của phía Ngô, đồng minh quân sự đã phát huy tác dụng. Điều đó khiến cho nước Ngụy đầu và đuôi không quan hệ được với nhau. Tôn Quyền sau khi nhận được thư của Gia Cát Lượng đích thân đem quân xuất chinh. Mặc dù ông này bị vua Minh Đế nước Ngụy đánh lui, nhưng cũng đã kiềm chế đáng kể lực lượng quân Ngụy.
Trong Tam quốc diễn nghĩa viết rằng Gia Cát Lượng quyết tâm chiến dịch lần này nhất định phải thành công. Trước triều đình, ông tự hứa với Hán hậu chủ Lưu Thiện rằng "nếu chuyến này không thành công, thần quyết không về triều nữa". Trước khi xuất binh, ông đến tôn miếu nơi thờ Lưu Bị và các tiên đế nhà Hán để bái tế, xin phù hộ cho chiến dịch được thành công.
Tháng 4 năm 234, quân Thục hành quân đến huyện My. Lúc này Tư Mã Ý thống lĩnh đã đến bờ Nam sông Vị Thủy. Trong chiến dịch lần này, chỉ huy quân Ngụy là Tư Mã Ý một lần nữa biết rằng vấn đề của quân Thục chính là tiếp lương, và ra lệnh cho Tư Mã Chiêu giữ quân phòng thủ đợi quân địch mệt mỏi. Tư Mã Ý khai thác thế yếu của quân Thục là mới hành quân từ xa đến, vận chuyển lương thực khó khăn, quyết định thủ để công, nhờ yếu tố thời gian làm cho quân Thục phải tan rã. Tư Mã Ý vẫn sử dụng chiến thuật cố thủ không ra đánh.

### Hai bên giằng co
Hai đội quân đã đối đầu tại đồng bằng Ngũ Trượng. Tư Mã Ý áp dụng kế sách đóng cổng thành không chịu ra giao chiến, mặc cho quân Thục khiêu khích. Tư Mã Ý biết rằng quân Thục hành quân từ xa đến, thì việc tiếp tế chi viện sẽ hết sức khó khăn, chỉ cần giữ vững thế trận không ra giao chiến trong một thời gian dài, thì binh lực của quân Thục sẽ dần dần bị hao tổn, khi đó quân Ngụy sẽ chớp thời cơ thuận lợi đánh một trận, giành thắng lợi quyết định.
Gia Cát Lượng biết rõ tác dụng lợi hại của chiến thuật phòng thủ trường kỳ đó, liền cử quân sĩ đến dưới chân thành mắng nhiếc quân Ngụy rất thậm tệ, nhằm chọc tức Tư Mã Ý, hi vọng ông ta xuất quân ra đánh nhau với quân Thục, nhưng quân Ngụy giả vờ như không nghe thấy, tiếp tục án binh bất động dù nhiều lần bị Gia Cát Lượng khiêu chiến, Tư Mã Ý không cho quân tấn công. Mỗi lần sứ giả quân Thục sang doanh trại của quân Ngụy, Tư Mã Ý chẳng bao giờ đả động đến việc quân, chỉ hỏi thăm về cuộc sống của Gia Cát Lượng.
Để kích động Tư Mã Ý, Gia Cát Lượng vận dụng phép khích tướng là gửi vào trong thành một bộ áo quần phụ nữ, ám chỉ rằng ông ta chỉ là một mụ đàn bà không dám tấn công. Đồng thời kèm theo một bức thư với nội dung như sau: "Trọng Đạt chui rúc trong thành không giám ra nghênh chiến, thì có khác chi đàn bà, nếu muốn xưng danh là người quân tử và còn biết liêm sĩ, thì hãy ra ngoài thành đọ tài cao thấm, nếu không thì hãy mặc bộ quần áo này vào".
Các viên tướng Ngụy tức điên, vì xưa nay người xưa có câu: Sĩ khả sát, bất khả nhục (Kẻ sĩ thà bị chết chứ không chịu nhục). Rõ ràng bức thư đầy những lời lăng mạ đó đã khiến cho Tư Mã Ý tức giận nhưng vốn là con người đa mứu túc trí, tính toán giỏi nên đã biết cách nén cơ giận và trấn an quân sĩ, ngồi chờ đợi thời cơ.
Ngoài việc điềm nhiên. Để dỗ dành các tướng lĩnh, Tư Mã Ý yêu cầu Hoàng đế Ngụy Tào Duệ cho phép tấn công quân Thục. Tào Duệ đã biết việc này, phái người tới chỗ Tư Mã Ý thuyết phục quân lính bình tĩnh. Đồng thời Tư Mã Ý không bàn luận các vấn đề quân sự với vị sứ giả được cử đến để làm nhiệm vụ này, thay vào đó lại hỏi han về những công việc của Gia Cát Lượng. Vị sứ giả nói rằng Gia Cát Lượng đích thân điều hành tất cả công việc lớn nhỏ trong quân, từ các chiến thuật tới các bữa ăn vào buổi tối cho binh lính, nhưng ông lại ăn rất ít.
Khi biết tin Gia Cát Lượng đang lo nghĩ về chuyện thiếu lương thực, Tư Mã Ý liền phán đoán rằng Gia Cát Lượng chẳng còn có thể sống được bao lâu nữa, càng củng cố quyết tâm giữ vững, không ra đánh, coi đó là sách lược để diệt Thục. Gia Cát Lượng cũng biết rất rõ chuyện này. Để khắc phục khó khăn, Gia Cát Lượng cho đóng quân ở vùng Ngũ Trượng Nguyên và cho lính làm ruộng, có thể đánh trường kỳ, một mặt vẫn liên tục khiêu khích quân Ngụy nhưng Tư Mã Ý tiếp tục án binh bất động. Quân Ngụy kiên quyết cố thủ không đánh đã đưa Gia Cát Lượng vào thế giằng co không thể tiến triển được. Lúc này tướng dưới trướng đòi ra đánh nhưng Tư Mã Ý lấy cớ tâu trình chỉ lệnh của hoàng thượng để dây dưa trì hoãn, cuối cùng đưa quân Thục vào thế buộc rút quân.

### Gia Cát Lượng qua đời
Tháng 7 năm 234, quân đội Tôn Quyền chi huy sang đánh Ngụy lại bị thất bại lui về Giang Đông. Sau khi biết tin quân Ngô bị đánh lui, thêm vào chiến sự không thuận lợi, và chờ đợi mấy tháng ròng, không may Gia Cát Lượng mắc bệnh. Tháng 8 cùng năm, do vất vả mệt nhọc lâu ngày mà sinh bệnh, Gia Cát Lượng qua đời trong doanh trại Ngũ Trượng Nguyên, thọ được 54 tuổi, quân Thục đành phải lẳng lặng rút lui. Có ý kiến cho rằng nếu Tư Mã Ý không kìm nén được cơ tức giận, xông ra ngoài thành nghênh chiến, thì kết cục chưa thể nói trước ra sao và lịch sử có thể diễn biến khác đi rồi, qua đó cho thấy Tư Mã Ý được coi là mẫu người điểm hình biết kiềm chế thịnh nộ.
Sau khi Gia Cát Lượng chết, quân Thục lặng lẽ rút khỏi doanh trại và giữ bí mật cái chết của ông. Tư Mã Ý, được dân địa phương báo về cái chết của Gia Cát Lượng, tấn công quân Thục đang rút lui. Hai tướng Thục là Khương Duy và Dương Nghi làm theo lời dặn dò trước khi mất của Gia Cát Lượng là giữ bí mật, không phát tang rồi chỉnh lý quân ngũ rút lui về Hán Trung đồng thời hai người còn mang quân quay lại, giả bộ muốn tấn công.
Khi Tư Mã Ý được tin Gia Cát Lượng đã chết, liền hạ lệnh cho quân Ngụy tấn công. Tuy nhiên Dương Nghi đã làm theo lời dặn của Gia Cát Lượng là quan cờ về phía sau dóng chuông đánh trống đàng hoàng tiến quân, làm cho Tư Mã Ý với bản tính đa nghi tưởng rằng Gia Cát Lượng vấn chưa chết, Tư Mã Ý sợ rằng Gia Cát Lượng chỉ giả chết để lừa mình, ngay lập tức rút quân,ông ta vội vàng cho quân quay về doanh trại cố thủ. Việc Tư Mã Ý phải bỏ chạy trước một Gia Cát Lượng đã chết khiến khiến câu chuyện Tư Mã Ý sợ quân Thục đã được truyền tụng trong một truyện cười: "Gia Cát chết vẫn dọa được Trọng Đạt sống" (死諸葛嚇走活仲達). Khi Tư Mã Ý biết việc này, ông cười và nói: "Ta có thể chiến đấu với người sống, chứ không phải người chết." Nhờ kế này của Gia Cát Lượng, quân Thục mới an toàn rút về Hán Trung.

## Đánh giá
Trong cuộc bắc phạt, tài binh lược của Gia Cát Khổng Minh được thể hiện rõ. Trong cuộc Bắc phạt vào tháng 5/231, dù điều kiện bất lợi hơn (viễn chinh đường xa, quân ít hơn, lương thiếu), nhưng Gia Cát Lượng đã thắng Tư Mã Ý trong tất cả các ý đồ tác chiến: từ vây thành diệt viện cho đến dụ địch lùi sâu để mai phục, từ công tác tiếp vận đến duy trì sĩ khí, từ phản mai phục cho đến phản tập kích. Từ Thượng Khuê đến Kỳ Sơn; quân Thục Hán đều đánh cho quân Ngụy bại trận triệt để, khiến cho Tư Mã Ý không còn lựa chọn nào khác ngoài việc tiếp tục “đóng cửa thủ vững”. Khi rút quân, Khổng Minh vẫn đặt phục binh giết được tướng tài của Ngụy là Trương Cáp, khiến cho tổn thất của quân Ngụy lại càng nặng hơn. Sau này, Tư Mã Ý bị thuộc tướng chê bai là “sợ Thục như sợ cọp”, bị Gia Cát Lượng sỉ nhục bằng việc gửi tặng quần áo đàn bà mà vẫn không chịu ra đánh vì sợ thất bại. Tuy vậy, Bắc phạt cuối cùng vẫn không thành, chủ yếu bởi đường sá hiểm trở khiến Thục Hán không thể vận chuyển đủ lương thảo cho quân viễn chinh.
Dù Gia Cát Lượng tấn công Bắc phạt nhiều lần, nhưng quốc lực Thục Hán không suy giảm nhiều. Nhờ tài quản trị của Gia Cát Lượng, tình hình đất nước trở nên khởi sắc (Tam quốc chí ghi lời của Bùi Tùng Chi: ‘’“Lượng cai quản Thục, đồng ruộng khai khẩn, kho thóc kiên cố, khí giới sắc bén, tích lũy đồ sộ, cung triều không hoa lệ, trên đường không có người say”’’) Ngược lại, nước Ngụy bị quân Thục Hán đánh thiệt hại nặng, lại thêm thâm hụt tài chính lớn khi Tào Duệ làm hoàng đế (Tấn thư ghi “Mỗi lần Gia Cát Lượng tiến vào Quan Trung, biên cương binh không địch nổi, đại quân kéo đến, không kịp ứng phó”). Vì vậy, sau khi Gia Cát Lượng qua đời, nhà Ngụy vẫn không thể kéo sang tấn công và Thục Hán vẫn yên ổn được gần 30 năm nữa.
Một số quan điểm dựa vào việc Gia Cát Lượng bắc phạt 5 lần vẫn không thành công để che bai, cho rằng tài năng quân sự của Lượng là không cao. Những quan điểm như vậy là không xác đáng, vì không xét đến hàng loạt những bất lợi rất lớn mà Gia Cát Lượng phải đối mặt: quân số của Tào Ngụy đông hơn gấp 3 lần, có lợi thế về kị binh, lại thủ sẵn trong thành lũy vững chắc, quân Thục Hán phải hành quân đường xa hiểm trở, thường bị thiếu lương do việc vận chuyển khó khăn Với những khó khăn như vậy, những gì Gia Cát Lượng làm được (chiếm 5 quận, đánh thiệt hại nặng quân Ngụy) đã là rất thành công. Những quân sư, tướng lĩnh nổi tiếng khác thời Tam Quốc khi gặp những khó khăn như vậy đều chẳng thể làm được như Gia Cát Lượng, ví dụ như:
- Trận Quan Độ, quân Viên Thiệu cũng đông hơn Tào Tháo 3 lần và đã sớm áp đảo, bao vây quân Tào. Các mưu sĩ giỏi như Giả Hủ, Quách Gia, Tuân Du cũng bó tay không thể lật ngược tình thế (quân Tào chiến thắng là do may mắn được Hứa Du tiết lộ bí mật kho lương của Viên Thiệu). Còn Gia Cát Lượng, dù cũng bị áp đảo 3 lần về quân số, nhưng lại đánh thiệt hại nặng quân Ngụy, buộc đối phương phải chuyển sang cố thủ.
- Tào Chân khi nam chinh đánh Thục năm 230, chưa đầy 1 tháng đã phải rút quân vì đường hành quân hiểm trở, không cung ứng được lương thảo. Còn Gia Cát Lượng, dù cũng gặp khó khăn như vậy, nhưng vẫn tác chiến được lâu dài và còn đánh chiếm được một số lãnh thổ của Ngụy.

Nhìn chung chiến dịch Bắc phạt kết thúc không trọn vẹn nhưng theo nhiều tác giả, trong cuộc chiến này, Gia Cát Lượng không đeo đuổi danh lợi, chỉ một ý chí đánh giặc diệt Ngụy, phục Hưng nhà Hán, đặt sự hưng vong của quốc gia lên trên danh lợi và vinh nhục của cá nhân với tấm lòng tha thiết. Ông từng tuyên bố rằng: "Nếu như diệt được nước Ngụy, chém đầu Tào Duệ, đưa hoàng thượng về cố đô Lạc Dương thì đến lúc đó tôi cùng chư vị đồng liêu được thăng quan tấn tước, cho dù được thưởng mười loại báu vật tôi cũng xin nhận huống chi là cửu tích". Về phía quân Ngụy, do có công lao to lớn trong việc ngăn chặn quân Thục, năm 235, Tư Mã Ý được vinh thăng chức Thái úy, trở thành vị thống soái trong coi toàn bộ việc quân của Tào Ngụy.